# Anita Lonsbrough
Anita Lonsbrough, nach Heirat Porter, (* 10. August 1941 in Huddersfield) ist eine ehemalige britische Schwimmerin, die 1960 Olympiasiegerin wurde.
Geboren in England, wuchs sie in Indien auf, als ihr Vater dort mit den Coldstream Guards stationiert war. Nach ihrer Rückkehr nach England, schloss sie sich einem Schwimmverein in Huddersfield an. 1958 wechselte sie auf die Bruststrecke und schloss rasch zur Weltspitze auf. Bei den British Empire and Commonwealth Games 1958 in Cardiff gewann sie zwei Goldmedaillen. Bei der Europameisterschaft 1958 in Budapest belegte sie über 200 m Brust den zweiten Platz hinter Ada den Haan und vor Wiltrud Urselmann.
Im Alter von 19 Jahren feierte sie ihren größten Erfolg im Schwimmen, als sie bei den Olympischen Spielen 1960 in Rom Olympiasiegerin über 200 m Brust wurde und dabei die deutschen Schwimmerinnen Wiltrud Urselmann und Barbara Göbel auf die Plätze verwies. Im Finale stellte sie mit 2:49,5 Minuten einen neuen Weltrekord auf. Sie gewann damit eine von zwei Goldmedaillen, die britische Sportler in Rom errangen, die andere erhielt der Geher Don Thompson.
Bei den British Empire and Commonwealth Games 1962 in Perth siegte Lonsbrough auf beiden Bruststrecken und im Lagenschwimmen. Bei der Europameisterschaft 1962 in Leipzig gewann sie über 200 m Brust und wurde auf der Lagenstrecke Zweite hinter Adrie Lasterie. Im gleichen Jahr wurde sie als erste Frau zur BBC Sports Personality of the Year gewählt.
Bei den Olympischen Spielen 1964 in Tokio war sie die erste Frau, die die britische Fahne bei einer Olympischen Eröffnungsfeier tragen durfte. Auf der 400-m-Lagenstrecke belegte sie in Tokio den siebten Platz. Ende 1964 beendete sie ihre Karriere, in der sie insgesamt vier Weltrekorde aufgestellt hatte. Sie wurde mit dem Orden MBE ausgezeichnet.
Nach ihrer Karriere als Schwimmerin wurde sie Sportjournalistin und arbeitete für den Daily Telegraph. Sie heiratete Hugh Porter, der Ende der 1960er Jahre Radweltmeister im Verfolgungsfahren wurde. Im Jahr 1983 wurde sie in die Ruhmeshalle des internationalen Schwimmsports aufgenommen.